# Benedek József (nevelő)
Csíktusnádi Benedek József (Alba Carolina, 1825 körül – Pest, 1859. február 24.) nevelő.
Erdélyi származású volt, különösen hírlapírói munkássága jelentős. Idejét a tudománynak és a nevelésnek szentelte. Utolsó bevégzetlen műve Humboldt Kosmosának ismertetése volt a Budapesti szemle számára. Hosszú betegség után hunyt el 34 éves korában, temetésen a pesti írók is megjelentek részvétet tanúsítva.
Novellákat, verseket, beszélyeket és természettudományi cikkeket írt a következő lapokba és folyóiratokba: Regélő Pesti Divatlap (1843.), Pesti Divatlap (1845–47.), Honderű (1846–47.), Életképek (1848.), Pesti Napló (1852. 576. sz. 1857. 282. sz.), Család Könyve (1855–57.), Budapesti Szemle (1858. A villany és delej ujabbkori elmélete és alkalmazása); utolsó versei a Vasárnapi Ujságban jelentek meg (1859.)